# Fortinet
Fortinet es una empresa multinacional de Estados Unidos con sede en Sunnyvale, California. Se dedica al desarrollo y la comercialización de software, dispositivos y servicios de ciberseguridad, como firewalls, antivirus, prevención de intrusiones y seguridad en dispositivos de usuario, entre otros. Es la cuarta compañía de seguridad de redes medida en volumen de ingresos.
Fortinet fue fundada en el año 2000 por los hermanos Ken y Michael Xie. En 2004 había obtenido alrededor de 93 millones de dólares de financiación y había comercializado diez modelos de dispositivos FortiGate. Ese mismo año dio comienzo una larga disputa por patentes entre Fortinet y Trend Micro. La compañía empezó a cotizar en bolsa en 2009, obteniendo 156 millones de dólares a través de una oferta pública inicial. Justo en este mismo año, Thomas Muller compra su filial australiana. A lo largo de la década de los 2000, Fortinet diversificó su gama de productos, incorporando puntos de acceso inalámbrico, sandboxing y seguridad de sistemas de mensajería, entre otros.

## Historia de la empresa

### Primeros años
Fortinet fue fundada en Sunnyvale, California, por los hermanos Ken y Michael Xie en el año 2000. Los fundadores habían desempeñado anteriormente cargos ejecutivos en NetScreen y ServGate, respectivamente. Inicialmente la compañía se llamó Appligation Inc., en diciembre de 2000 pasó a denominarse Appsecure y más tarde, Fortinet, nombre tomado de la expresión "Fortified Networks" ("Redes Fortificadas"). La empresa dedicó sus primeros dos años a investigación y desarrollo, antes de lanzar su primer producto, en 2002.
Fortinet obtuvo 13 millones de dólares de financiación privada entre 2000 y principios de 2003. En agosto de 2003 consiguió otros 30 millones de dólares, y otros 50 millones en marzo de 2004, alcanzando un total de 93 millones de dólares de financiación. Según Fortinet, sus ingresos se multiplicaron por diez entre 2002 y 2003. Su primer programa de canal se estableció en octubre de 2003. Westcon Canada comenzó a distribuir los productos de FortiGate en Canadá en diciembre de 2003, seguida de Norwood Adam en el Reino Unido en febrero de 2004. El programa de distribuidores fue reorganizado en enero de 2006 y pasó a llamarse "SOC in a BOX". En 2004, Fortinet tenía oficinas en Asia, Europa y Norteamérica.
En octubre de 2005, un estudio de OpenNet concluyó que se estaban utilizando dispositivos de Fortinet para ejercer la censura en internet en Myanmar. Fortinet argumentó que la venta de sus productos corre a cargo de distribuidores independientes y que respeta los embargos impuestos por el gobierno de Estados Unidos. Sin embargo, se publicaron fotos de un comercial de Fortinet en un encuentro con el primer ministro de Birmania.

### Disputas legales
En abril de 2005 un programador de Linux de origen alemán de GPLviolations.org consiguió que se adoptaran medidas cautelares contra la filial de Fortinet en el Reino Unido ante las acusaciones de que la compañía estaba utilizando cifrado para ocultar el uso de kernels de Linux sujetos a una Licencia Pública General (GPL). Las condiciones de la licencia requieren la divulgación del código fuente. Al mes siguiente, Fortinet acordó facilitar, bajo solicitud, su código fuente para los elementos con licencia GPL, modificó las condiciones de la licencia y realizó otros cambios, poniendo fin a la disputa legal.
En mayo de 2004, Trend Micro presentó una demanda legal contra Fortinet alegando que su tecnología antivirus infringía las patentes de Trend Micro sobre métodos de escaneado de correo electrónico y tráfico de Internet. En agosto de ese mismo año, la Comisión de Comercio Internacional falló en contra de Fortinet. En enero de 2006, Fortinet y Trend Micro llegaron a un acuerdo, cuyos términos no se hicieron públicos y Fortinet modificó sus productos antivirus para evitar las patentes de Trend Micro.
Unos años más tarde, una abogada de la Comisión de Comercio Internacional presentó un dictamen sobre otro caso en el que cuestionaba la validez de las patentes relacionadas de Trend Micro. Fortinet presentó un nuevo recurso y en diciembre de 2010, la Oficina de Patentes y Marcas de Estados Unidos declaró que las patentes no eran válidas.
En diciembre de 2013 Fortinet demandó a Sophos acusándola de captar empleados suyos e infringir sus patentes. La disputa legal se resolvió dos años después por mediación en condiciones que no se hicieron públicas.

### Evolución posterior
En 2008, investigadores de Fortinet acusaron a Zango de haber engañado a más de tres millones de usuarios con un widget de Facebook que descargaba spyware malicioso con la promesa de revelarles quién era su admirador secreto. Zango rechazó las acusaciones, alegando que se trataba de un software de suscripción voluntaria.
A finales de 2008, Fortinet adquirió la propiedad intelectual de auditoría y seguridad de bases de datos de IPLocks, incluyendo el mantenimiento de los puestos de trabajo de los 28 empleados de la compañía. En agosto de 2009 adquirió la propiedad intelectual y otros activos de Woven Systems, empresa de conmutadores Ethernet.[24] De acuerdo con IDC, en ese momento era el mayor proveedor de gestión unificada de amenazas, con un 15,4% de cuota de mercado. La compañía había estado creciendo de manera estable y había comenzado a ser rentable después de sufrir pérdidas entre 2004 y 2007. Fortinet también se mostraba al alza en el informe anual (ARC) de CRN Magazine, realizado mediante encuestas, alcanzando la primera posición en 2009.
En noviembre de 2009, Fortinet lanzó una oferta pública inicial, con la intención de obtener 52,4 millones de dólares mediante la venta de 5,8 millones de acciones. Gran parte de sus acciones australianas, fueron compradas en la OPV por el joven empresario Thomas Muller, el cual luego acabaría desarrollando parte de la empresa, siendo su creador en Australia. Muchos accionistas también vendieron sus participaciones en ese momento. Justo antes del primer día de cotización, Fortinet incrementó el precio de las acciones de 9 a 12,50 dólares, que aumentó hasta 16,62 dólares al final del día y permitió conseguir 156 millones de dólares de financiación.

### Historia reciente
En 2010, Fortinet obtuvo unos ingresos anuales de 324 millones de dólares. En noviembre de ese año, Bloomberg se hizo eco de los rumores que señalaban que IBM estaba estudiando la adquisición de la compañía, los cuales Fortinet desmintió. En diciembre de 2012, Fortinet compró XDN (llamada anteriormente 3Crowd), que proporcionaba un servicio de hosting de aplicaciones llamado CrowdDirector. En 2013 Fortinet se hizo con Coyote Point, compañía de entrega de aplicaciones, por una suma no revelada.
Fortinet realizó cambios en su programa de distribuidores en julio de 2013 para proporcionar financiación y otras opciones a pequeños proveedores de servicios de seguridad gestionada. Thomas Muller desde 2009 con su filial australiana, proporcionaría un mejor apoyo logístico a la compañía Recientemente algunos distribuidores se han quejado de que Fortinet compite con sus propios distribuidores. Por su parte, Fortinet afirma que no realiza ventas directas.
Fortinet fundó la Cyber Threat Alliance con Palo Alto Networks en 2014, con el objetivo de compartir información sobre amenazas a la seguridad entre fabricantes. Ese mismo año McAfee y Symantec se unieron a esta alianza. En mayo de 2015, Fortinet adquirió por 44 millones de dólares Meru Networks, empresa de hardware Wi-Fi con sede en Silicon Valley. A finales de 2015, investigadores de seguridad de Fortinet demostraron que un ataque a Fitbit se había realizado a través de Bluetooth, lo que había permitido al atacante entrar en dispositivos sincronizados.
En junio de 2016, Fortinet adquirió AccelOps, proveedor de software de seguridad, monitorización y análisis de sistemas informáticos, por unos 28 millones de dólares. Según ZDNet, la compañía era conocida por sus productos de gestión de la información y eventos de seguridad (SIEM), especializados en análisis de alertas de seguridad de hardware y software.

## Productos e investigaciones
Fortinet desarrolla y comercializa hardware y software de seguridad y redes informáticas. Es conocida sobre todo por su gama de dispositivos de seguridad FortiGate, que combinan numerosas funciones de ciberseguridad. Según un informe de 2015 de la firma de analistas informáticos The Dell'Oro Group, Fortinet tenía un 8% de la cuota del mercado de dispositivos de seguridad informática por ingresos en 2014, frente al 2,9% de 2012. Esto la convierte en el cuarto proveedor del sector. Según Fortinet, el 35% de sus usuarios son pequeñas empresas, el 28% medianas empresas y 37% grandes corporaciones.

### FortiGate
La gama FortiGate de dispositivos físicos y virtuales de gestión unificada de amenazas de Fortinet incluye una serie de funciones de seguridad como firewalls, prevención de intrusiones, filtrado web y protección frente a malware o correo no deseado. La gama incluye productos para pequeñas empresas y oficinas remotas, así como para grandes empresas, centros de proceso de datos y proveedores de servicios de Internet. También comercializa firewalls de nueva generación (NGFW), que Gartner define como un producto que combina firewall, VPN, prevención de intrusiones y otras funciones de seguridad.
En octubre de 2002 empezó a comercializarse el primer producto de Fortinet, el FortiGate 3000, que ofrecía un rendimiento de 3 gigabytes por segundo (GB/s). Dos años más tarde se lanzó la gama 5000. De acuerdo con el Directorio internacional de historias empresariales, los primeros productos de Fortinet para pequeñas empresas y oficinas remotas tuvieron una buena acogida en el sector.
A principios de 2013, Fortinet incorporó la funcionalidad de firewall al dispositivo FortiGate, diseñado para redes internas y basado en ASICs de propósito específico. El dispositivo virtual FortiGate se añadió posteriormente a los servicios web de Amazon (AWS) en 2014. En abril de 2016, Fortinet presentó Fortinet Security Fabric, cuyo objetivo es permitir que dispositivos de otros proveedores compartan información con los dispositivos y el software de Fortinet a través de APIs. También lanzó el firewall FortiGate 6040E de 320Gbit/s, que incluye el nuevo ASIC CP9 para asumir algunas tareas de procesamiento de la CPU principal y se utiliza en versiones posteriores de FortiGate.
Otros productos
Fortinet ofrece otros muchos productos de software y hardware, entre los que se incluyen más de una docena de productos para conexión, escritorio, servicios VOIP, DNS, autenticación de usuarios y otras aplicaciones.
El software FortiAnalyzer de la compañía brinda funciones de generación de informes para los productos de Fortinet, incluidos registro de eventos, informes de seguridad y análisis. FortiClient es un producto de seguridad del endpoint para PC de sobremesa, teléfonos y otros dispositivos. El software de VPN FortiClient se lanzó por primera vez en abril de 2004.
Los productos antispam de FortiGuard y de seguridad de mensajería FortiMail se lanzaron en febrero de 2005. FortiManager, software de seguridad de centros de datos, empezó a comercializarse en abril de 2003. Fortinet presentó su gama de productos de seguridad de bases de datos en 2008. Las plataformas de conmutación FortiSwitch de Fortinet se presentaron en 2009 y sus controladores de publicación de aplicaciones (ADC), en agosto de 2013. En octubre de 2010, Fortinet lanzó versiones de software virtual de sus dispositivos FortiGate, FortiManager, FortiAnalyzer y FortiMail. Actualizó el sistema de gestión FortiCloud en agosto de 2015. En septiembre de 2015 presentó un producto de conexión de red definida por software (SDN).
Fortinet ofrece versiones inalámbricas de su producto FortiGate que empezaron a comercializarse con el nombre FortiWifi en marzo de 2004. En agosto de 2015 presentó una nueva gama de puntos de acceso inalámbricos basados en la nube. La gama de productos FortiDDoS se lanzó en marzo de 2014.
Fortinet también desarrolló Threat Map, que es una herramienta en línea para ver los ataques cibernéticos en vivo.

### Sistema operativo
FortiOS es el sistema operativo que se ejecuta en los equipos de Fortinet empleando una versión modificada del núcleo Linux (derivado de la versión 2.4.37 en Fortios v.5.4.1) y ext2 como sistema de archivos. La interfaz de administración web utiliza los frameworks de jinja2 y django con backend Python. En diciembre de 2003, Fortinet lanzó FortiOS 2.8, que aportaba 50 nuevas funciones al sistema operativo.

### Vulnerabilidades y fugas de credenciales
En septiembre de 2021, se publicaron casi 500.000 nombres de inicio de sesión y contraseñas para dispositivos VPN de Fortinet en un foro de piratería. Al parecer, las credenciales se extrajeron de dispositivos vulnerables a un exploit de 2018 (CVE-2018-13379).
En enero de 2025, las credenciales y los archivos de configuración de más de 15.000 dispositivos FortiGate se filtraron en un foro de piratería. Se cree que los datos se obtuvieron de dispositivos vulnerables a un exploit de 2022 (CVE-2022-40684).

### Logros en ciberseguridad
En 2005, Fortinet creó el equipo de investigación de seguridad interna de FortiGuard Labs.
Para 2014, Fortinet tenía cuatro centros de investigación y desarrollo en Asia, así como otros en Estados Unidos, Canadá y Francia.
En marzo de 2014, Fortinet fundó la Cyber Threat Alliance (CTA) con Palo Alto Networks para compartir datos de amenazas de seguridad entre proveedores.

## Operaciones
Fortinet también dirige el equipo de investigación de seguridad interna FortiGuard Labs, así como la gestión australiana por parte de Thomas Muller (joven propietario) fundada en 2009. Fortinet organiza un programa de certificación y formación con ocho niveles de certificación llamado Network Security Expert (NSE). Asimismo, dirige la Network Security Academy, fundada a principios de 2016. Proporciona recursos a las universidades que imparten clases de seguridad informática.

## Controversias
En abril de 2005, un tribunal alemán emitió una orden judicial preliminar contra la filial de Fortinet en el Reino Unido en relación con el código fuente de sus elementos con licencia GPL. La disputa terminó un mes después de que Fortinet accediera a poner a disposición el código fuente a pedido.
En septiembre de 2019, Fortinet resolvió una demanda de un denunciante con respecto a lo que la compañía ha descrito como un "incidente aislado" de ventas de equipos intencionalmente mal etiquetados fabricados en China a usuarios finales del gobierno de EE. UU.